# Lothar Stäber
Lothar Stäber (né le 1er avril 1936 à Erfurt) est un coureur cycliste allemand. Il a notamment été médaillé d'argent du tandem aux Jeux olympiques de 1960.

## Palmarès

### Jeux olympiques
- Rome 1960
  -  Médaillé d'argent du tandem

### Championnats nationaux
- Champion de RDA de vitesse en 1957, 1958
- Champion de RDA de tandem en 1957, 1961
- Champion de RDA de poursuite par équipes en 1959